# Faze Magazin
Le Faze Magazin (orthographe propre : FAZE Magazin, en abrégé FAZEmag) est un magazine musical mensuel consacré à la musique électronique. Il est tiré à 20 000 exemplaires.

## Histoire
La publication voit le jour au printemps 2012 et est fondée par l'ancienne rédaction de Raveline (1992-2013). La maison d'édition A.E.C. Geronimo, qui publie Raveline depuis 1996, doit déposer le bilan en novembre 2011. La rédaction de la Raveline, en collaboration avec le chroniqueur Tom Novy, tente sans succès d'acquérir les droits sur le nom de Raveline auprès de l'administrateur judiciaire Ringstmeier. N'y parvenant pas, la compagne de l'ancien directeur, Cornelia Schlifkowitz, s'étant assurée les droits sur le nom, la rédaction décide de créer un nouveau magazine.
Le premier numéro de Faze Magazine parait en mars 2012 sous forme d'édition imprimée et, simultanément, sous forme d'application iPad disponible dans le stand d'actualités d'Apple. La première couverture est présentée par Ricardo Villalobos. La couverture d'avril met en scène Paul van Dyk. La couverture de mai est consacrée aux services de streaming les plus courants comme la radio ou Spotify. En plus de la présence en ligne et de l'édition papier et iPad, il existe depuis avril 2012 le format TV Internet FAZE TV, animé par Tom Novy et Sven Schäfer et actualisé quotidiennement. 